# شيوة صل
شيوة صل هي قرية في مقاطعة سردشت، إيران. يقدر عدد سكانها بـ 109 نسمة بحسب إحصاء 2016.